# Istvan Kantor

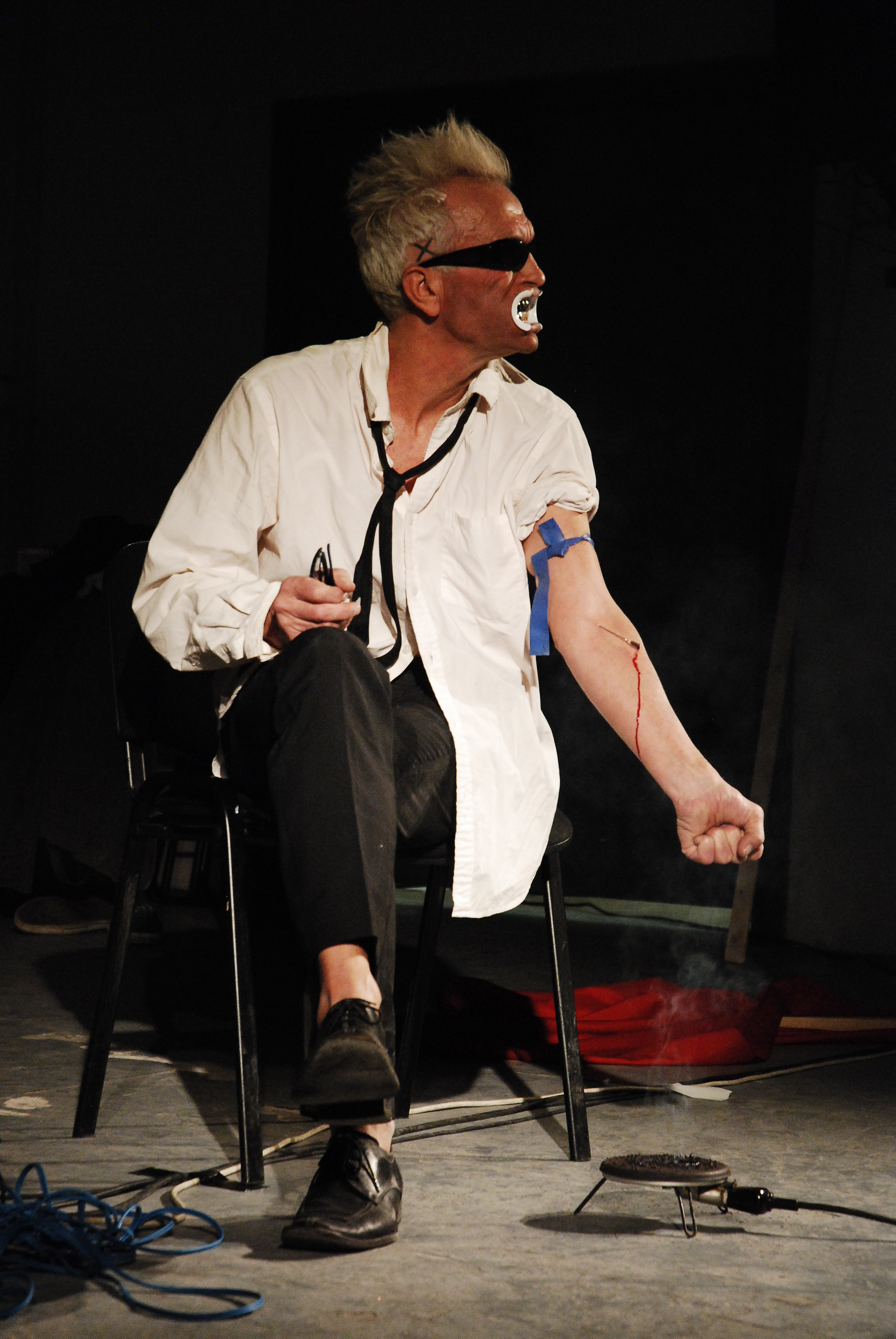
Istvan Kantor (2011)

Istvan Kantor (alias Monty Cantsin, alias „Amen!“; * 27. August 1949 in Budapest) ist ein ungarischstämmiger kanadischer Performance- und Videokünstler, Industrial- und Elektropopsänger, und Begründer des Neoismus.
Im März 2004 erhielt er den Governor General's Award in visual and media arts, einen der höchsten Kunstpreise in Kanada.